# Насриддинов, Хикматулло
Хикматулло Насрединов — советский и таджикский партийный и государственный деятель, депутат Верховного Совета Таджикистана 1975

## Биография
Родился 30 декабря 1939 года в селе Дебаланд Муминабадского района Хатлонской области Таджикской ССР.
С 1949 года воспитанник Детского дома. В 1954 году после окончания семи классов был направлен на учёбу в Душанбинский техникум ирригации и механизации сельского хозяйства. В 1958 году окончил техникум и был направлен в институт водных проблем Академии Наук республики, где проработал до 1959 года. В 1959 по 1966 работал в управление Пархар — Чубекской оросительный системы. В 1961 году поступил в Московскую селхозакадемию им Тимирязева. В 1966 году окончил полный курс гидро — мелиоративного института г. Москвы.
- 1966—1971 начальник ПМК-17 и Ирригационной системы Пархарского района Минводхоза Таджикской ССР;
- 1971—1974 начальник Главного управления капитального строительство Министерства сельского хозяйства Таджикской ССР;
- 1974 заведующий отделом водного хозяйства и сельского строительства Совета Министров Таджикской ССР;
- 1974—1980 заведующий отделом ЦК КП Таджикистана;
- 1980—1983 министр мелиорации и водного хозяйства Таджикской ССР;
- 1983—1986 секретарь ЦК Компартии Таджикистана по АПК;
- 1986—1990 министр мелиорации и водного хозяйства Таджикской ССР;
- 1990—1995 председатель Комитета Верховного Совета РТ;
- 1995—1996 заведующий отделом Агропромышленного комплекса и продовольствия Аппарата Президента Республики Таджикистан;
- 1996—1997 начальник Республиканского объединения строительства на селе «Таджикглавводстрой»;
- 1997—1999 советник Председателя Конституционного Суда Республики Таджикистан;
- 2001—2002 специалист-эксперт по планированию в чрезвычайных ситуациях. Проект Азиатского Банка развития «Стратегия улучшения управления наводнениями»;
- 2002—2003 консультант, Центр управления проектом Азиатского банка развития «Яванской ирригационной системы»;
- 2004—2008 специалист по обучению проекта Азиатского банка развития по реабилитация сельского хозяйства, реализуемого Louis Berger Group, Inc;
- 2008—2009 советник по строительному управлению Консалтинговой группы «БЕТС-СЕС» Проект восстановления ирригационных систем Министерство Мелиорации и Водных Ресурсов Таджикистана;
- 2009—2010 специалист по тренингу в консалтинговую компанию «БЕТС» Проект управления рисками наводнения в Хатлонской области Азиатского банка развития.

Депутат Верховного Совета Таджикистана девятого, десятого, одиннадцатого, двенадцатого созывов (1975—1995).
С 1999 г. основатель и председатель Аграрной партии.
Награждён орденами и медалями Советского Союза, отличник министерства мелиорации и водного хозяйства СССР.
Был кандидатом на пост Президента Республики Таджикистан в 1991 году.
Автор документальной книги:
- Таркиш  : китоби бадеи / Х. Насрединов. — Душанбе : Афсона, 1995. — 304 с.

```
 Ҳаёти нотамом: китоби бадеи/ Ҳ.Насриддинов. Душанбе: "ЭР-граф", 2023 - 223 с. 
```

Является автором более 250 статей, монографий и выступлений по развитию Таджикистана.